# Dave Lewis (kierowca wyścigowy)
Dave Lewis (ur. 11 maja 1881 roku w Syracuse, zm. 13 maja 1928 roku w La Jolla) – amerykański kierowca wyścigowy.

## Kariera
W swojej karierze Lewis startował głównie w Stanach Zjednoczonych w mistrzostwach AAA Championship Car oraz towarzyszącym mistrzostwom słynnym wyścigu Indianapolis 500, będącym w latach 1923-1930 jednym z wyścigów Grandes Épreuves. W trzecim sezonie startów, w 1913 roku raz stanął na podium. Z dorobkiem 260 punktów został sklasyfikowany na szesnastej pozycji w klasyfikacji generalnej. Trzy lata później ponownie raz stanął na podium. Uzbierane 500 punktów dało mu czternaste miejsce w klasyfikacji mistrzostw. W sezonie 1917 trzykrotnie stawał na podium. Dorobek 457 punktów dał mu siódme miejsce w końcowej klasyfikacji kierowców. Rok później był ósmy, a w latach 1919, 1923 - dziesiąty. Do czołówki Amerykanin powrócił w 1925 roku, kiedy stanął na drugim stopniu podium w wyścigu Indy 500 i w mistrzostwach uzbierał łącznie 465 punktów. Dało mu to siódme miejsce w końcowej klasyfikacji kierowców. W latach 1927–1928 stawał łącznie pięciokrotnie na podium, w tym cztery razy zwyciężał. Z dorobkiem odpowiednio 645 i 400 został sklasyfikowany odpowiednio na siódmej i dziewiątej pozycji.